# Magnus Uggla

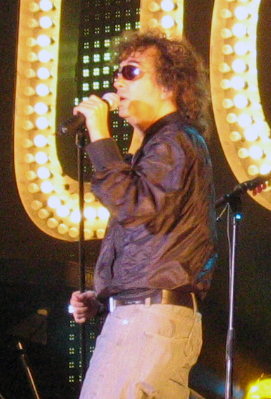
Magnus Uggla (2005)

Per Allan Magnus Claësson Uggla [ˌmaŋːnɵs ˈɵgːla] (* 18. Juni 1954 in Stockholm) ist ein schwedischer Rock- und Popmusiker, Künstler und Schauspieler.

## Leben
Magnus Uggla startete seine erste Band 1968 zusammen mit seinen Nachbarn im Ort Nacka. Der Bandname war JUSO, was eine Zusammenlegung der Anfangsbuchstaben des Nachnamens der Mitglieder war. Sie spielten von Black Sabbath inspirierte Musik mit Songs wie Skogen brinner (Der Wald brennt) und Domedagen (Jüngstes Gericht). Nach der Scheidung seiner Eltern verließ Uggla die Gruppe und zog mit seinem Vater in die Stockholmer Innenstadt.
Ugglas erste eigene Stücke wurden stark von britischer Punk- und Rockmusik, aber auch von Synthie-Pop und Symphonic Rock beeinflusst. Sein Debütalbum von 1975 hieß Om Bobbo Viking. Auf dem Cover war Uggla, genau wie David Bowie und andere Musiker dieser Zeit, stark geschminkt abgebildet. Sein eigentlicher Durchbruch gelang aber erst 1977 mit dem Album Va ska man ta livet av sig för när man ändå inte får höret snacket efteråt? (Warum soll man sich das Leben nehmen, wenn man doch nicht das Getratsche danach hören kann?). Der Erfolg verleitete ihn 1979 dazu, mit dem Lied Johnny the Rocker beim schwedischen Ausscheid für den Eurovision Song Contest teilzunehmen, wo er jedoch den letzten Platz belegte.
In den 1980er-Jahren entwickelte sich Ugglas Musik mehr in Richtung Pop. Das Album Välkommen till folkhemmet von 1983 hatte eine Reihe satirischer Texte, die später Ugglas Markenzeichen werden sollten. Er wirkte an einer Revue des Komikers Povel Ramel mit und hatte von 1997 bis 1998 eine eigene Show, die durch die schwedischen Wirtshäuser zog. In neuerer Zeit kehrte Uggla teilweise zu seinen rockigen Wurzeln zurück. Am schwedischen Vorentscheid zum Eurovision Song Contest 2007 nahm er mit dem Beitrag För kung och fosterland teil, konnte sich in der Vorrunde jedoch nicht für das Finale in Stockholm qualifizieren.
Zu seinen Auszeichnungen zählen sieben „Rockbären“ (Rockbjörnar), von denen er drei für das beste schwedische Musikalbum und vier als bester schwedischer Musiker des Jahres bekam. Am 28. Januar 2021 wurde ihm die Medaille Litteris et Artibus verliehen.

## Diskografie

### Alben
| Jahr | Titel                                                                      | Höchstplatzierung, Gesamtwochen, AuszeichnungChartsChartplatzierungen (Jahr, Titel, Platzierungen, Wochen, Auszeichnungen, Anmerkungen) | Anmerkungen                            |
| Jahr | Titel                                                                      | SE | Anmerkungen                            |
| ---- | -------------------------------------------------------------------------- | --- | -------------------------------------- |
| 1976 | Livets teater                                                              | SE28 (5 Wo.)SE | Erstveröffentlichung: 1. Mai 1976      |
| 1977 | Va’ ska man ta livet av sig för när man ändä inte får höra snacket efteråt | SE1 (15 Wo.)SE | Erstveröffentlichung: September 1977   |
| 1978 | Vittring                                                                   | SE7 (5 Wo.)SE | Erstveröffentlichung: September 1978   |
| 1980 | Den ljusnande framtid är vår                                               | SE5 (12 Wo.)SE | Erstveröffentlichung: Juli 1980        |
| 1983 | Välkommen till folkhemmet                                                  | SE1 (11 Wo.)SE | Erstveröffentlichung: Oktober 1983     |
| 1986 | Den döende dandyn                                                          | SE1 (12 Wo.)SE | Erstveröffentlichung: Oktober 1986     |
| 1987 | Allting som ni gör kan jag göra bättre                                     | SE2 Platin · (8 Wo.)SE | Erstveröffentlichung: November 1987    |
| 1989 | 35-åringen                                                                 | SE1 ×2Doppelplatin · (14 Wo.)SE | Erstveröffentlichung: Oktober 1989     |
| 1993 | Alla får påsar                                                             | SE1 Platin · (43 Wo.)SE | Erstveröffentlichung: Oktober 1993     |
| 1997 | Karaoke                                                                    | SE1 ×3Dreifachplatin · (43 Wo.)SE | Erstveröffentlichung: 22. Oktober 1997 |
| 2000 | Där jag är e’re alltid bäst                                                | SE1 ×2Doppelplatin · (23 Wo.)SE | Erstveröffentlichung: 18. Oktober 2000 |
| 2004 | Den tatuerade generationen                                                 | SE1 Platin · (44 Wo.)SE | Erstveröffentlichung: 6. Oktober 2004  |
| 2006 | Ett bedårande barn av sin tid                                              | SE1 (14 Wo.)SE | Erstveröffentlichung: 22. Februar 2006 |
| 2007 | Pärlor åt svinen                                                           | SE2 Platin · (19 Wo.)SE | Erstveröffentlichung: 24. Oktober 2007 |
| 2011 | Innan filmen tagit slut...                                                 | SE1 Platin · (17 Wo.)SE | Erstveröffentlichung: 2. November 2011 |
| 2020 | Alla tolkningar                                                            | SE16 (6 Wo.)SE | Erstveröffentlichung: 10. Januar 2020  |
| 2025 | Innan kronan blir för tung                                                 | SE1 (… Wo.)SE | Erstveröffentlichung: 28. März 2025    |

Weitere Alben
- 1975: Om Bobbo Viking
- 1979: Magnus Uggla band sjunger schlagers (EP)
- 1980: Den ljusnande framtid är vår
- 2010: Karl Gerhard passerar i revy
- 2011: Innan filmen tagit slut

### Livealben
| Jahr | Titel                    | Höchstplatzierung, Gesamtwochen, AuszeichnungChartsChartplatzierungen (Jahr, Titel, Platzierungen, Wochen, Auszeichnungen, Anmerkungen) | Anmerkungen |
| Jahr | Titel                    | SE | Anmerkungen |
| ---- | ------------------------ | --- | ----------- |
| 1981 | Godkänd pirat! Live      | SE8 (7 Wo.)SE |             |
| 2013 | Magnus den store – Live! | SE5 Gold · (36 Wo.)SE |             |

### Kompilationen
| Jahr | Titel                           | Höchstplatzierung, Gesamtwochen, AuszeichnungChartsChartplatzierungen (Jahr, Titel, Platzierungen, Wochen, Auszeichnungen, Anmerkungen) | Anmerkungen                        |
| Jahr | Titel                           | SE | Anmerkungen                        |
| ---- | ------------------------------- | --- | ---------------------------------- |
| 1986 | Retrospektivt Collage 75-85     | SE10 Platin · (25 Wo.)SE |                                    |
| 1994 | 100% Uggla, absolut inget annat | SE1 Platin · (18 Wo.)SE |                                    |
| 2002 | Klassiska mästerverk            | SE1 ×3Dreifachplatin · (55 Wo.)SE | Erstveröffentlichung: 24. Mai 2002 |
| 2018 | Tänk innanför boxen...          | SE25 (1 Wo.)SE | Boxset                             |

Weitere Kompilationen
- 1985: Collection (halboffizielles Sammelalbum für den finnischen Markt)

### Singles
| Jahr | Titel Album                                                                                | Höchstplatzierung, Gesamtwochen, AuszeichnungChartsChartplatzierungen (Jahr, Titel, Album, Platzierungen, Wochen, Auszeichnungen, Anmerkungen) | Anmerkungen                                                         |
| Jahr | Titel Album                                                                                | SE | Anmerkungen                                                         |
| ---- | ------------------------------------------------------------------------------------------ | --- | ------------------------------------------------------------------- |
| 1977 | Varning på stan Va’ ska man ta livet av sig för när man ändä inte får höra snacket efteråt | SE2 (13 Wo.)SE |                                                                     |
| 1978 | Vittring                                                                                   | SE12 (3 Wo.)SE |                                                                     |
| 1979 | Johnny The Rocker –                                                                        | SE4 (6 Wo.)SE |                                                                     |
| 1980 | Apati –                                                                                    | SE8 (7 Wo.)SE |                                                                     |
| 1981 | Sommartid –                                                                                | SE13 (6 Wo.)SE | Neuaufnahme                                                         |
| 1983 | I.Q. Välkommen till folkhemmet                                                             | SE2 (9 Wo.)SE |                                                                     |
| 1986 | Joey Killer Den döende dandyn                                                              | SE1 (7 Wo.)SE |                                                                     |
| 1986 | Fula gubbar Den döende dandyn                                                              | SE4 (3 Wo.)SE |                                                                     |
| 1987 | Vem kan man lita på Allting som ni gör kan jag göra bättre                                 | SE12 (3 Wo.)SE |                                                                     |
| 1989 | Jag mår illa 35-åringen                                                                    | SE1 Platin · (6 Wo.)SE |                                                                     |
| 1989 | Baby Boom 35-åringen                                                                       | SE15 (2 Wo.)SE |                                                                     |
| 1993 | 4 sekunder Alla får påsar                                                                  | SE7 (9 Wo.)SE |                                                                     |
| 1993 | Jånni balle Alla får påsar                                                                 | SE25 (7 Wo.)SE |                                                                     |
| 1994 | Dansar aldrig nykter Alla får påsar                                                        | SE40 (1 Wo.)SE |                                                                     |
| 1997 | Kung för en dag Karaoke                                                                    | SE4 Platin · (29 Wo.)SE |                                                                     |
| 1998 | Jag vill Karaoke                                                                           | SE33 (4 Wo.)SE |                                                                     |
| 1998 | Pom pom Karaoke                                                                            | SE14 (14 Wo.)SE |                                                                     |
| 1998 | Hand i hand –                                                                              | SE47 (4 Wo.)SE |                                                                     |
| 2000 | Nitar & läder Där jag är e’re alltid bäst                                                  | SE1 Platin · (17 Wo.)SE |                                                                     |
| 2000 | Hotta brudar Där jag är e’re alltid bäst                                                   | SE10 (12 Wo.)SE |                                                                     |
| 2001 | Morsan e okej Där jag är e’re alltid bäst                                                  | SE56 (2 Wo.)SE |                                                                     |
| 2001 | Där vi är e’re alltid bäst Där jag är e’re alltid bäst                                     | SE10 (13 Wo.)SE |                                                                     |
| 2002 | Vi ska till VM! –                                                                          | SE1 Platin · (20 Wo.)SE |                                                                     |
| 2004 | Värsta grymma tjejen Den tatuerade generationen                                            | SE2 Gold · (23 Wo.)SE |                                                                     |
| 2004 | Efterfest Den tatuerade generationen                                                       | SE5 (15 Wo.)SE |                                                                     |
| 2005 | Nu har pappa laddat bössan Den tatuerade generationen                                      | SE35 (5 Wo.)SE |                                                                     |
| 2007 | För kung och fosterland Pärlor åt svinen                                                   | SE11 (7 Wo.)SE |                                                                     |
| 2007 | Pärlor åt svin Pärlor åt svinen                                                            | SE1 (15 Wo.)SE |                                                                     |
| 2007 | Vild och skild Pärlor åt svinen                                                            | SE50 (3 Wo.)SE |                                                                     |
| 2008 | 24 timmar –                                                                                | SE32 (4 Wo.)SE |                                                                     |
| 2012 | Jag och min far –                                                                          | SE11 ×2Doppelplatin · (17 Wo.)SE |                                                                     |
| 2012 | Har hört om en tjej (I Heard Of A Girl) –                                                  | SE55 (2 Wo.)SE |                                                                     |
| 2019 | Det går bra nu Alla tolkningar                                                             | SE32 Gold · (7 Wo.)SE |                                                                     |
| 2019 | Nacka (omåttligt kära) Alla tolkningar                                                     | SE97 (1 Wo.)SE |                                                                     |
| 2019 | På egna ben Alla tolkningar                                                                | SE31 (3 Wo.)SE |                                                                     |
| 2019 | Oslagbara Alla tolkningar                                                                  | SE62 (2 Wo.)SE |                                                                     |
| 2021 | Fredagsdrinken –                                                                           | SE81 (1 Wo.)SE | Erstveröffentlichung: 29. April 2021                                |
| 2024 | Bästa kebaben i hela stan –                                                                | SE96 (1 Wo.)SE | Erstveröffentlichung: 7. Juni 2024                                  |
| 2024 | Galet jävla kär –                                                                          | SE86 (1 Wo.)SE | Erstveröffentlichung: 18. Oktober 2024 mit Sofie Svensson & Dom Där |

Weitere Singles
- 1976: Sommartid
- 1977: Yeh, why not
- 1977: Ja just du ska va gla
- 1979: Everything you do
- 1980: Centrumhets
- 1981: Ain’t about to go back
- 1981: Body love
- 1987: Ska vi gå hem till dig
- 1989: Dum dum
- 1990: Stig in och ta en cocktail (The Kent Finell super mix)
- 1994: Victoria
- 1994: Trubaduren
- 2006: Vart tar alla vackra flickor vägen (Promo)
- 2009: Hatten av
- 2011: Gör mig till din man
- 2012: Jag vill ha dig baby (Duett mit Carola)

## Filmografie
- 1977: Bluff Stop
- 1983: G
- 1985: Falsk som vatten
- 2000: Sex, lögner & videovåld
- 2004: Dumpad